# (37529) 1977 EL8
1977 EL8 (asteroide 37529) é um asteroide da cintura principal. Possui uma excentricidade de 0.18811080 e uma inclinação de 12.55586º.
Este asteroide foi descoberto no dia 12 de março de 1977 por Hiroki Kosai e Kiichiro Hurukawa em Kiso.